# Heriberto (filho de Guilherme de Gellone)
Heriberto (nascido c. 780/5 † c. 843) é um conde carolíngio do século IX da família de Guilhelmidas, filho de Guilherme de Gellone e de sua primeira esposa Cunegonda.

## Biografia
Ele aparece pela primeira vez a 14 de Dezembro de 804 numa carta de fundação da abadia de Saint-Guilhem-le-Deserto por seu pai Guilherme de Gellone, na companhia de seus irmãos Bernardo, Guitcaire, Gaucelmo e seus tios Teodoeno, Teodorico e Adalelmo. As suas primeiras lutas parecem ter lugar em Espanha contra os Sarracenos, e a Vita Hludowici Imperatoris menciona que a cidade de Tortosa lhe é atribuída a ele depois de sua decisão em 809. Em 812, Luís, o Piedoso , rei da Aquitânia e herdeiro do império o faz missus.
Em 819, Luís, o Piedoso, que se tornou-se imperador desde 814, desposou em segundas núpcias Judite da Baviera, apesar da oposição dos três filhos nascidos do primeiro casamento do imperador. O filho de Guilherme de Gellone reuniu-se entre os seguidores de Judite. É ainda possível que Ema da Baviera, a irmã de Judite, tenha casado em primeiras núpcias com Teodorico († 826), filho de Guilherme de Gellone A ruptura ocorre no mês de agosto de 829, quando Luís, o Piedoso decide em assembleia de Worms constituir um reino em favor de seu filho Carlos, nascido de Judite. Luís enfrenta o descontentamento apresentado por seu filho mais velho Lotário exilando-o em Itália, assim como o primeiro conselheiro deste último, Vala de Corbie.
Mas Vala não desarma e faz correr o boato de uma união adúltera entre Judite e Bernardo, irmão de Heriberto, e acusa Bernardo de se aproveitar da fraqueza do imperador por governar em seu lugar. Aproveitando-se de uma expedição de Luís, o Piedoso na Bretanha, os seus filhos Pepino e Luís organizam a revolta, fazem voltar Lotário da Itália e tomam o poder. Bernardo de Septimânia foge para Barcelona, Judite é presa num convento e Heriberto é cego e exilado com seu primo Eudo, conde de Orleães